# Rhaphidophora sabit
Rhaphidophora sabit — вид квіткових рослин із родини Araceae, роду Rhaphidophora. Це ліана, рідним ареалом якої є Сулавесі.